# Demian Munteanu
Demian Munteanu este un general din Republica Moldova.
În luna aprilie a anului 1990, se afla la conducerea Ministerului Securității Naționale (MSN) a RSS Moldovenești, subordonându-se direct ministrului Tudor Botnaru.
După trecerea în rezervă, a devenit membru și apoi prim-vicepreședinte al Prezidiului Consiliului Organizației Veteranilor din Republica Moldova.
La 10 decembrie 2003, "pentru serviciu militar ireproșabil în organele securității de stat și contribuție la educarea tinerei generații în spiritul patriotismului", președintele Vladimir Voronin i-a conferit Medalia "Meritul Militar".
La 21 aprilie 2009, președintele Voronin i-a conferit prin decret Ordinul "Gloria Muncii" "pentru contribuție la asigurarea protecției sociale a veteranilor, merite în educarea patriotică a tinerei generații și activitate organizatorică prodigioasă".[nefuncțională]